# Iodometà
El iodometà, també anomenat iodur de metil, és el compost químic amb la fórmula {\displaystyle {\ce {CH3I}}}. És un líquid dens, incolor i volàtil. Pel que fa a la ⁣estructura química, es relaciona amb el metà mitjançant la substitució d'un àtom d'hidrogen per un àtom de iode.

## Estat natural
La major part del iodometà es produeix per metilació microbiana del iodur. S'emet naturalment per les plantacions d'arròs en petites quantitats. També es produeix en grans quantitats, estimades en més de 214.000 tones anuals, per algues i algues als oceans temperats del món, i en quantitats menors a terra per fongs i bacteris terrestres.

## Propietats

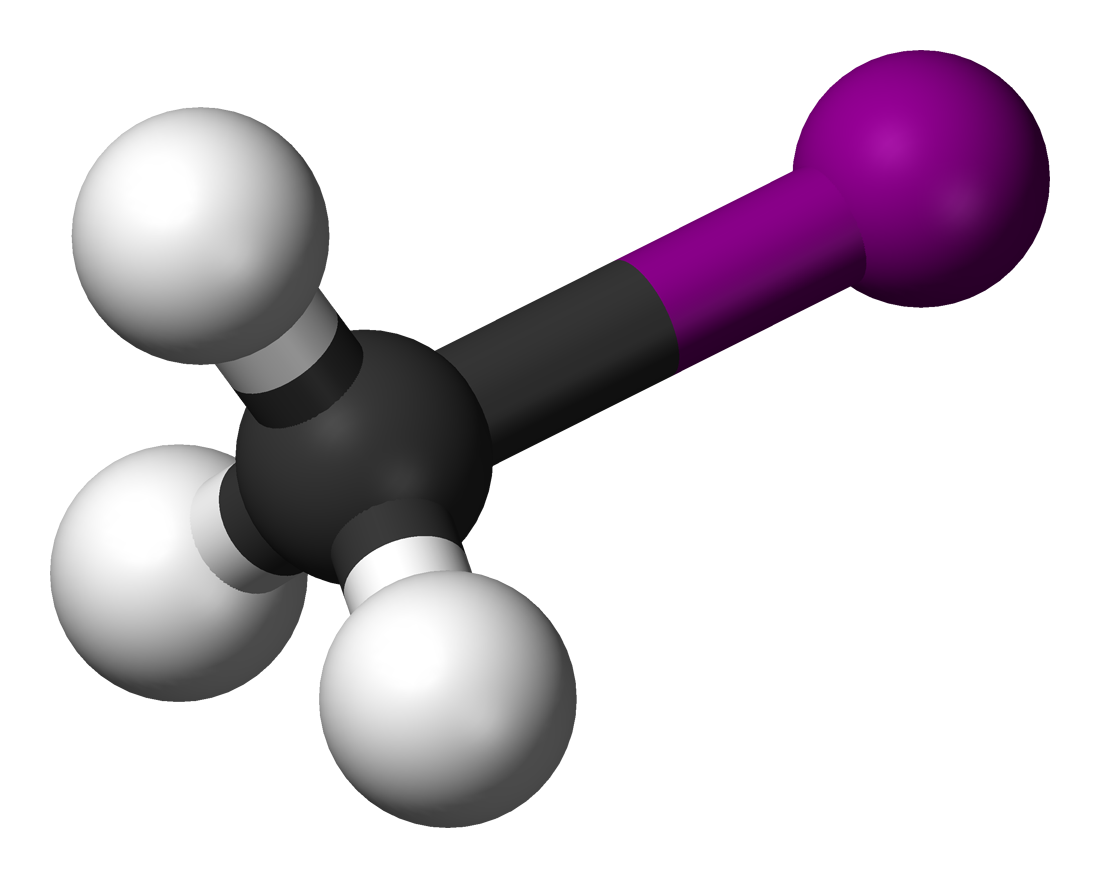
Iodometà

El iodometà normalment s'emmagatzema en ampolles fosques per inhibir la degradació causada per la llum per donar iode, donant a les mostres degradades un to porpra. Les mostres comercials es poden estabilitzar amb fil de coure o argent. Es pot purificar rentant amb tiosulfat de sodi {\displaystyle {\ce {Na2S2O3}}} per eliminar el iode seguit de destil·lació.

## Obtenció
El iodometà es forma mitjançant la reacció exotèrmica que es produeix quan s'afegeix iode a una barreja de metanol amb fòsfor vermell. Alternativament, es prepara a partir de la reacció de sulfat de dimetil amb iodur de potassi en presència de carbonat de calci. El iodometà també es pot preparar mitjançant la reacció de metanol amb iodur d'hidrogen aquós. El iodometà generat es pot destil·lar a partir de la barreja de reacció. També es pot preparar tractant iodoform amb hidròxid de potassi i sulfat de dimetil amb etanol al 95 %.

## Usos
Aquest compost químic s'utilitza en la síntesi orgànica com a font de grups metil. El iodur pot actuar com a catalitzador quan es fa reaccionar el clorometà o el bromometà amb un nucleòfil mentre el iodometà es forma in situ.
El iodometà havia estat aprovat per usar-lo com a pesticida per l'Agència de Protecció del Medi Ambient dels Estats Units el 2007 com a biocida pre-planta usat per controlar insectes, nematodes paràsits de plantes, patògens del sòl i llavors de males herbes. El compost es va registrar per utilitzar-lo com a tractament del sòl abans de la plantació de maduixes de camp, pebrots, tomàquets, vinyes de raïm, plantes ornamentals i maduixes cultivades en gespa i viver, fruites d'os, fruits secs i coníferes. Després de la fase de descobriment en una demanda de consumidors, el fabricant va retirar el fumigant invocant la seva manca de viabilitat del mercat.

## Toxicitat
El iodometà presenta una toxicitat aguda de moderada a alta per inhalació i ingestió. La inhalació, l'absorció de la pell, la ingestió i el contacte amb els ulls són possibles vies d'exposició amb els òrgans diana dels ulls, la pell, el sistema respiratori i el sistema nerviós central. Els símptomes poden incloure irritació ocular, nàusees, vòmits, marejos, atàxia, problemes de parla i dermatitis. En toxicitat aguda a dosis altes, com pot ocórrer en accidents industrials, la toxicitat inclou alteracions metabòliques, insuficiència renal, trombosi venosa i arterial i encefalopatia amb convulsions i coma, amb un patró característic de lesió cerebral.